# María Romero Meneses
María Romero Meneses , FMA (13. ledna 1902, Granada – 7. července 1977, León) byla nikaragujská římskokatolická řeholnice kongregace Dcer Panny Marie Pomocnice, působící jako misionářka v Kostarice. Katolická církev ji uctívá jako blahoslavenou.

## Život
Narodila se dne 13. ledna 1902 v Granadě v Nikaragui jako jedno z osmi dětí rodičů Félixi Romeru Aranaóvi a Aně Meneses Blandón. Pocházela ze střední vrstvy. Pokřtěna byla 20. ledna téhož roku. Dne 23. července 1904 ji biskup z Leónu Simeón Pereira y Castellón udělil svátost biřmování a dne 8. prosince 1909 přijala své první svaté přijímání.
Měla talent na umění a hudbu, a tak se její rodiče postarali o to, aby se naučila hrát na klavír a na housle. Později navštěvovala školu, vedenou salesiánskými sestrami z kongregace Dcer Panny Marie Pomocnice. V roce 1914 ji postihla dlouhá revmatická horečka, kterou trpěla až do roku 1915, a po zbytek života měla poškozené srdce.
Roku 1920 se připojila ke kongregace Dcer Panny Marie Pomocnice, u které dříve studovala, a odešla do Salvadoru na období noviciátu a dne 16. ledna 1921 zdě přijala řeholní hábit. Jejím duchovním vůdcem byl otec Emilio Bottari. Roku 1924 se vrátila do Nikaragui a dne 6. ledna 1929 složila v Granadě své doživotní řeholní sliby. Jejím vzorem byl spoluzakladatel kongregace které byla členkou, sv. Jan Bosco.
V roce 1931 odešla do města San José v Kostarice, kde se poté 46 let věnovala službě potřebným. V roce 1945 zřídila rekreační střediska a v roce 1953 střediska pro distribuci potravin. V roce 1961 také zřídila internátní školu pro chudé dívky a v roce 1966 kliniku. V roce 1973 zorganizovala výstavbu sedmi domů, které se staly základem vesnice Centro San José – místa, kde chudé rodiny mohly mít slušné domovy. Organizovala školení v činnostech, jako je vaření a šití. Sama také vyučovala, kdy mnoho jejích studentů s ní poté začalo spolupracovat ve službě potřebným. Zřídila také další ordinace, včetně těch specializovaných, které poskytovaly bezplatné služby potřebným.
Zemřela na infarkt dne 7. července 1977 v řeholním domě své kongregace ve vesnici Las Peñitas v Leónu, kam byla poslána na odpočinek. Nejprve byla pohřbena na Obecném hřbitově v Santiagu, než byly její ostatky dne 9. listopadu 1991 exhumovány a přeneseny zpět do San José v Kostarice, kde byly uloženy do zdejšího řeholního domu její kongregace.

## Úcta
Její beatifikační proces započal dne 20. září 1988, čímž obdržela titul služebnice Boží. Dne 18. prosince 2000 ji papež sv. Jan Pavel II. podepsáním dekretu o jejích hrdinských ctnostech prohlásil za ctihodnou. Dne 24. dubna 2001 byl uznán zázrak na její přímluvu, potřebný pro její blahořečení.
Blahořečena pak byla dne 14. dubna 2002 na Svatopetrském náměstí papežem sv. Janem Pavlem II.
Její památka je připomínána 7. července. Bývá zobrazována v řeholním oděvu.